# 23578 Baedeker
23578 Baedeker (1995 DR13) là một tiểu hành tinh vành đai chính được phát hiện ngày 22 tháng 2 năm 1995 bởi F. Borngen ở Tautenburg.